# リソル生命の森
Sport & Do Resort リソルの森（旧:リソル生命の森、）は、千葉県長生郡長柄町にある複合リゾート施設。総面積100万坪の広大な敷地には、厚生労働大臣認定健康増進施設として各種スポーツ施設やクリニックも併設。敷地内にある旧スイス大使館（翠州亭）は国の登録有形文化財に登録されている。

## 概要
リソルホールディングスグループが運営し、ホテルトリニティ書斎、メディカルトレーニングセンター（旧：日本エアロビクスセンター）、ターザーニア、翠州亭（旧：スイス大使館）、真名カントリークラブなど多様な施設を持つ。千葉県長生郡長柄町の北端、上野地区に所在し、茂原市・市原市と近接した立地にある。また、ダウンタウンのガキの使いやあらへんで!の大晦日特番絶対に笑ってはいけないホテルマン24時や、映画アウトレイジなどのロケ地として使用されたことでも有名。

## 歴史
日本土地改良株式会社（現・リソル生命の森株式会社、連結子会社）が1976年（昭和51年）に開場した真名カントリー倶楽部を端緒とし、「生命の森リゾート」として周辺に各種保養施設の開発を進めた。しかし1980年代末から北海道拓殖銀行の主導で進められた過剰投資が原因で1998年（平成10年）に日本土地改良株式会社と日本エアロビクスセンターが会社更生法を申請。2003年（平成15年）5月には日本土地改良株式会社と業務協力に関する協定書を締結、その後ミサワリゾート（2005年に社名をリゾートソリューションに変更、2016年に社名をリソルホールディングスに再変更）の支援で再建された。

## 施設

### ターザニア
パシフィックネットワークが各地で事業展開する野外遊園施設「フォレストアドベンチャー」の一つ。フォレストアドベンチャー・ターザニア、樹の上の冒険王国 ターザニアとも表記される。
専用のハーネスを着用して、樹から樹へと空中を移動していくヨーロッパで人気の森林冒険施設。66のアクティビティを備えるアドベンチャースポーツ＆パーク。期間限定で漫画『進撃の巨人』とのコラボレーション（ATTACK ON TITANIA）なども実施している。

### メディカルトレーニングセンター

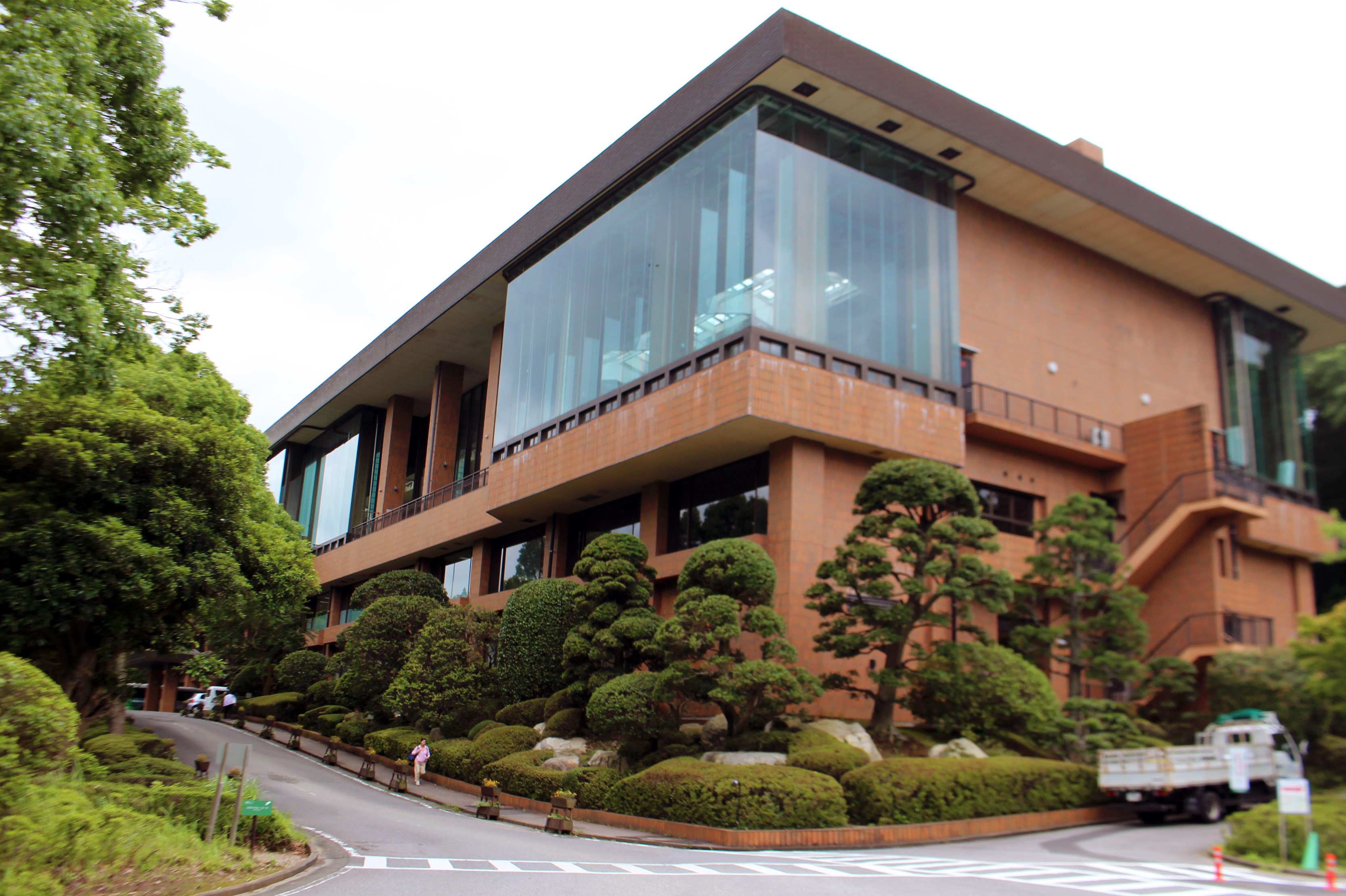
日本メディカルトレーニングセンター

各種スポーツ施設やクリニックを併設。医療法人財団健康医学研究会リソルクリニック併設。
体育館、浴場、25メートルプール、ダンスルーム、フィットネスルーム、リソルクリニック。プロ野球選手の短期合宿や、カール・ルイス、高橋尚子、野口みずきといったアスリートのトレーニングにも利用された実績がある。

### 翠州亭
1930年（昭和5年）に男爵近藤滋弥の別邸として建てられた後、1978年（昭和53年）までスイス大使館として使用された建物を1979年（昭和54年）に移築したもので、「翠州」は当て字で「すいす」と読む。館内は和食処として利用されており、国の登録有形文化財に登録されている。映画『アウトレイジ』のロケーション撮影にも使用された。
営業時間は昼の部11:00 - 15:00。夜の部は完全予約制（前日の15時まで）。夕の部17:00 - 21:30。

### レストラン
ホテルトリニティ書斎1階にあるビュッフェ形式のレストラン「ブローニュ」、メディカルトレーニングセンター1階にあるレストラン「スポール」、真名カントリークラブ真名コースのクラブハウス2階にあるガーデンレストラン「THE GRILL 真名店」、真名カントリークラブゲーリー・プレーヤーコースのクラブハウス2階にあるガーデンレストラン「THE GRILL GP店」がある。
ブローニュは朝食ビュッフェ（営業時間7:00 - 10:00）、昼食ビュッフェ（営業時間11:30 - 14:30）のほか、夜はパーティー会場としても利用可能である。

### カルナの湯
メディカルトレーニングセンター内の大浴場「長柄カルナの湯」、真名カントリークラブGPコース大浴場「真名カルナの湯」がある。どちらも準天然温泉（人工温泉）であり、長柄カルナの湯は北海道二股ラヂウム温泉の原石を使用した天然湯の華風呂、真名カルナの湯は新潟県栃尾又温泉で産出された鉱石を使用天然鉱石風呂である。
そのほか、大浴場として真名カントリークラブ真名コース内に真名カントリークラブ大浴場がある。

### 研修施設
- フォレストアカデミー
- 森のホール

### 店舗・サロン
- トリニティショップ - トリニティ書斎（ホテル）の1階にある、ファッション・雑貨を扱うショップ
- 翠州亭和雑貨ショップ
- 真名カントリークラブ1号店
- 真名カントリークラブ2号店
- エステティックサロン ジュールフェリエ
- リラクゼーションサロン ジァオ

### 真名カントリークラブ
隣接する茂原市真名にあるゴルフ場。設計者は和泉一介。27ホール（グリーンはベント芝・高麗芝）の真名コース（くすの木コース、つつじコース、こぶしコース）、18ホール（グリーンはベント芝）のゲーリー・プレーヤーコースの2コースが整備されている。

## 宿泊施設

### ホテルトリニティ書斎
16階建てのホテルであり、リソル生命の森のシンボルタワーとなっている。すべての客室にイタリア製の家具が導入されている。1階にはトリニティショップ、レストランブローニュ、16階にはエステティックサロンジュールフェリエがある。全室がスイートルーム（面積規模）となっている。
- スクエアスイート - 定員：1 - 2名、面積：62.0平方メートル
- モダンスイート - 定員：3 - 4名、面積：80.0平方メートル
- デラックスファミリースイート - 定員：5 - 6名、面積：126.0平方メートル

### コテージ
森の中に点在するカナダ檜づくりの別荘風宿泊施設。別荘をイメージしたログハウス風の客室を有している。室内は全室バス、トイレ、冷蔵庫を完備している。
- タイプE・タイプA - 定員：1 - 2名、面積：28.0平方メートル
- タイプC - 定員：3 - 4名、面積：57.7平方メートル
- タイプCC - 定員：3 - 4名、面積：66.0平方メートル
- タイプD - 定員：4 - 6名、面積：75.3平方メートル
- タイプCD - 定員：8名、面積：137.0平方メートル

## 交通

### 公共交通機関
- JR外房線 誉田駅より無料送迎バスにて約20分。

### 自動車
- 千葉外房有料道路 桂インターチェンジより約10分。
- 首都圏中央連絡自動車道（圏央道）茂原北インターチェンジより約15分。
- 千葉県道14号千葉茂原線（茂原街道）、千葉県道21号五井本納線、千葉県道128号日吉誉田停車場線などの主要道路によるアクセスが可能。
- 無料駐車場 約300台。